# ساحل آشتی
در سده‌های ۱۸ تا ۱۹ میلادی به منطقه سواحل امروزی امارات متحده عربی و شمال عمان ساحل دزدان (به عربی: ساحل القرصان) در خلیج فارس گفته می‌شد. پس از پیروزی ارتش هند بریتانیا بر دزدان دریایی و امضای قرارداد صلح، نام این منطقه به ساحل آشتی (عربی: متصالحه، به انگلیسی: Trucial Coast) تغییر یافت. به منطقه در امتداد این سواحل هم «امیرنشین‌های ساحل آشتی عمان» یا «شیخ‌نشین‌های کرانهٔ آشتی» گفته می‌شد.
پادشاهان یا حکمرانان هرمز در دوران عظمت و اقتدار خویش حوزهٔ مسقط و منطقه‌ای در دریای مکران و حتی قسمتی از کرانه‌های جنوبی خلیج فارس را، که بعداً ساحل دزدان دریایی نام گرفته‌است، همیشه تحت کنترل داشتند و به هر ترتیبی که بود در این مناطق محروسه و کرانه‌های جنوبی ایران مانع عملیات دریازنان گردیده و عنداللزوم آن‌ها را سرکوب می‌کردند. از این‌رو می‌توان گفت که در قرن پانزدهم کم و بیش فعالیت دریازنان بر اثر وجود حکمرانان هرمز عقیم باقی ماند. بعد از سپری شدن دورهٔ جلال و قدرت هرمز، بدواً پرتغالی‌ها و سپس خاندان صفویه نمی‌گذاشتند تا دریازنی در خلیج فارس بسط پیدا کند. پس از صفویه نیز هلندی‌ها و سپس انگلیسی‌ها کم و بیش کوشش‌های مؤثری در این زمینه به عمل آوردند.

## عوامل مساعد برای دزدان دریایی
در حدود اواخر قرن هفدهم نه تنها هیچ‌کدام از عوامل بالا وجود نداشت که بتواند مانع گسترش و رشد دریازنی و حوادث گوناگون آن گردد بلکه دو عامل مساعد موجب توسعه فعالیت دریازنان و افزایش میزان جسارت یا قساوت آن‌ها می‌گردید. یکی از این دو عامل بی نظمی‌های امارات و شیخ‌نشینهای جنوبی خلیج فارس بر اثر قیام وهابی‌ها بود و دیگری عدم وجود یک قدرت مرکزی توانمند در مرکز ایران.
شیخ‌نشین‌های کوچک
از شبه جزیره قطر تا راس مسندم که در مقابل باب هرمز واقع شده‌است زمین‌های مسطحی دیده می‌شود که در فاصله‌های مختلف آن خورهای چندی وجود دارد. طول این کرانه‌ها در حدود ۶۵۰ کیلومتر است و از قدیم‌الایام تا امروز هر قسمتی از آن به وسیلهٔ قبیله‌ای اشغال شده و شیخ‌نشین کوچک یا قبیله یا قبیله منفردی را به وجود می‌آورند. این امارات یا قبایل کاملاً مستقل هستند و فقط هنگامی با هم متحد می‌شدند که دشمن واحدی آن‌ها را تهدید نماید. اکثر این قبایل با هم خصومت آباء و اجدادی داشته و غالباً به صورت قهر و ستیز با هم به‌سر می‌بردند.
ساحل دزدان
در نیمه شرقی این منطقه یعنی از سواحل ابوظبی تا رأس مسندم که در شمالی‌ترین نقطهٔ آن واقع شده‌است دریا زنی رونق بسزایی داشت. این شیوه زندگی یعنی طریقه تحصیل معاش از راه دزدی در دریاها و همچنین غارت کاروان‌ها در سال‌های آخر قرن هیجدهم عادی‌ترین و طبیعی‌ترین نحوه امرار معاش از برای اکثر سکنه این نواحی تلقی می‌شد. به همین جهت است که کرانه‌های عمان متصالح را در گذشته ساحل دزدان می‌گفتند و تا این اواخر نیز به همین نام اشتهار داشت.
بالاخره انگلیسی‌ها با برقراری سیستم قوی نظارت دریایی در منطقه خلیج فارس توانستند به این نابسامانی‌ها خاتمه دهند.

## بزرگ‌ترین عملیات دریازنی
باید دانست که دریازنان در خلیج فارس هرگز خطری به بزرگی و وخامت فجایع سال ۱۸۰۸ پیش نیاورده‌اند. در حقیقت تا آن تاریخ نه از طرف آن‌ها کار عمده‌ای صورت گرفته بود و نه نیروهای ضد دریازنی شدت عملی نشان داده بودند در سال ۱۸۰۸ بومیان سواحل عمان کم و بیش تحت فرمان سلطان بن صقر شیخ شارجه درآمده و نیرویی متشکل و بیش از حد تصور نیرومند و خونخوار به وجود آوردند. این‌ها به نیروهای انگلیسی خلیج فارس حمله‌ور شده آنان را غارت کردند و به کشت و کشتار وحشیانه‌ای در میان آن‌ها دست زدند؛ علاوه بر انگلیسی‌ها، اعراب و ایرانیان و تجارت دریایی آن‌ها نیز به‌دست دریازنان به همین سرنوشت گرفتار آمد. پیش از این وقایع، در سال ۱۸۰۷ یک نیروی متفق مرکب از انگلیسی‌ها و افراد مسقط به دریازنان حمله‌ور شده و آنان را منهدم ساخته و جزیره قشم را از دست آن‌ها به‌درآورده بودند.
حمله به مراکز دریازنان
در سال ۱۸۰۹ حکومت بمبئی دسته‌ای از افراد نیروی دریایی را به این ناحیه اعزام داشت تا با همکاری حکمران مسقط به مهاجمین دریازن یورش بزند. این نیرو در حملهٔ اول خود، رأس الخیمه یعنی مرکز اصلی دریازنان را ویران کرد و چون این نقطه مرکز عمده مقاومت دزدان دریایی بود عمل آن‌ها تأثیر قابل ملاحظه‌ای در قلع و قمع و تفرقهٔ دریازنان باقی گذاشت به‌خصوص که توانستند بندر لنگه را نیز از دست آنان خارج سازند و آن را به ویرانی بکشانند. این اقدامات موقتاً سبب ناامیدی و وحشت دزدان شد ولی اگر ادامه پیدا نمی‌کرد اثر آن منتفی می‌گردید بنابراین لازم بود در اولین فرصت ممکن، دوباره به آن‌ها حمله شود به همین جهت در سال ۱۸۱۶ مجدداً مراکز دریازنان مورد حمله قرار گرفت و رأس الخیمه برای بار دیگر ویران شد و سایر پایگاه‌های آن‌ها به صورت مخروبه‌ای درآمد.

## مقدمات ایجاد قراردادهای همکاری شیوخ
در خلال این اتفاقات با شیوخ ساحل دزدان مذاکراتی صورت گرفت تا مانع عملیات دریازنان گردند ولی عجیب آنکه در خلال همین مذاکرات نیز خبر می‌رسید دزدان در پاره‌ای از نقاط دست به فعالیت‌هایی زده‌اند. آخرالامر قراردادی بین شیوخ این نواحی از یک طرف و شیخ بحرین از طرف دیگر به امضا رسید که به موجب آن طرفین متقبل می‌گردیدند از هرگونه فعالیت دریازنان بیگانه یعنی گروه‌های دریازنان ثالث جلوگیری به عمل آورند ولی هنوز هم حاضر نمی‌شدند علیه یکدیگر بخاطر دریازنی وارد عمل شوند.
از این تاریخ به بعد یک واحد از ناوگان نیروی دریایی انگلیس در خلیج فارس مستقر گردید که بدواً این واحد در حدود رأس الخیمه و سپس در برابر قشم لنگر انداخته بود. مأموران موجود در این کشتی می‌خواستند رسیدگی کنند نتیجه این قرارداد که بین شیوخ به امضا رسیده‌است چیست؟ بالاخره اولین موافقت نامه بین شیوخ در سال ۱۸۲۰ به امضا رسید و بعد از آن قراردادهای مختلف دیگری منعقد شد.
یکی از این قرارداردها همانست که در سال ۱۸۳۵ بین شیوخ به امضا رسیده و به موجب آن متعهد گردیدند علیه یکدیگر به هیچگونه لشگرکشی دریایی و جنگ بحری متوسل نگردند.
کرانه‌های آشتی
در سال ۱۸۵۳ یک قرارداد صلح دائمی (به انگلیسی: Treaty of peace in the perpetuity) تحت سرپرستی و نظارت بریتانیا بین شیوخ مختلف ساحل دزدان به امضا رسید. در نتیجه امضای این قرارداد است که حکام ساحل دزدان رسماً مبادرت به شناسایی حمایت بریتانیا از شیخ‌نشین‌های مربوط به خود کرده‌اند. از این تاریخ به بعد دیگر نام ساحل دزدان برای این مناطق شایسته به نظر نمی‌رسید و از این‌رو نام سواحل آشتی (متصالحه) را برگزیدند که تا این اواخر و قبل از تشکیل فدراسیون امارات عربی متحده به همین نام معروف بوده‌است.